# 日本中央競馬會
日本中央競馬會（日语：／ Nippon Chūō keibakai */?）是日本農林水產省全資擁有的特殊法人組織，負責管理日本的中央競馬（國家經營的賽馬事業）、以及中央競馬舉行的馬場及其他相關設施的賽馬組織。與地方競馬全國協會同樣，是日本全國性質的賽馬會。

## 簡介
日本中央競馬會是屬於農林水產省生産局畜産部競馬監督課，並根據競馬法進行賽馬比賽。日本中央競馬的比賽世界上獎金數一數二之高，一般賽事以及分級賽都擁有非常高的獎金。英語簡稱為JRA（Japan Racing Association，在1987年根據羅馬拼音使用NCK。總部位於東京都港區。
全日本最著名的騎師是武豊，是日本出產的最佳本土騎師，他為十八屆日本中央競馬會冠軍騎師，是日本中央競馬會勝出最多頭馬的騎師，勝出最多國際一級賽的日本本土騎師，曾經於不同馬場同一年杜拜及香港策騎名駒黃金旅程擊敗當時世界第一的騎師戴圖理，自始之後一直成為亞洲及日本第一騎師，亞洲地區奪得最多打比的騎師，一共6次。

## 歷史
1954年因國營競馬存續的問題，日本政府在7月制訂了日本中央競馬法。經過討論後在9月16日設立，繼承所有國營競馬的設施。1956年10月首次以電台廣播直播賽馬比賽，同年12月舉行了日本大獎賽，後來為紀念日本中央競馬會第二任理事有馬賴寧，並改名為有馬紀念賽。1968年日本中央競馬會廢除戰馬車比賽。1969年栗東練馬中心開幕。1978年美浦練馬中心開幕。1980年首次舉辦日本盃，首次有其他地區馬匹參與日本賽事。1983年開始為各項賽事加設分級際度。1995年12月隨著阿拉伯馬比賽日漸萎縮，決定取消阿拉伯馬比賽，只剩下純種馬比賽。1999年為改善跳欄賽馬的水準，於是為多項跳欄比賽改革並增設分級際度。2006年11月被國際賽事委員會編入為第一部份，大部份賽事獲國際賽事資格。

## 投注方式
日本中央競馬會提供八種投注方法，以下投注方式除WIN5均可在每場比賽發售。
| 投注名   | 日文     | 港澳新馬投注用語 | 投注標的 |
| -------- | -------- | ---------------- | --- |
| 單勝     |          | 獨贏             | 所投注的馬匹在賽馬事跑進第一。 |
| 複勝     |          | 位置             | 所投注的馬匹跑進第一至第三的任何一個名單。 |
| 馬單     |          | 二重彩           | 指定兩頭馬跑進第一及第二名（指定名次順序）。 |
| 馬連     |          | 連贏             | 指定兩頭馬跑進第一及第二名（任意名次順序）。 |
| 歪度     |          | 位置Q            | 指定兩頭馬跑進第一至第三名次內（任意名次順序）。 |
| 粹連     |          | 括號連贏         | 根據出賽馬匹騎師的帽色共分為八組（1=白、2=黑、3=紅、4=藍、5=黃、6綠、7=橙、8=粉紅），該指定組合在比賽中跑進第一及第二（任意名次順序，亦可能出現同組馬匹包辦連贏，但出賽馬匹的採衣同帽色一組，只有一匹可用原來的帽，另一匹要用原框顏色+白色。然而，第1組的情況下要用白色+淺藍色）。 |
| 三連複   |          | 單T              | 指定三頭馬進入第一至第三名（任意名次順序）。 |
| 三連單   |          | 三重彩           | 指定三頭馬進入第一至第三名（指定名次順序）。 |
| WIN5     | WIN5     | WIN5             | 在一個賽日提供各地馬場合共五場賽事的獨贏預測，全中可瓜分獎金。 |
| 應援馬券 | 応援馬券 | （無）           | 一匹馬的單勝和複勝合併為一張投注票的。 |

## 設施
- 東京競馬場（東京都府中市）
- 中山競馬場（千葉縣船橋市）
- 京都競馬場（京都府京都市伏見區）[4]
- 阪神競馬場（兵庫縣寶塚市）
- 中京競馬場（愛知縣豐明市）
- 札幌競馬場（北海道札幌市中央區）
- 函館競馬場（北海道函館市）
- 福島競馬場（福島縣福島市）
- 新潟競馬場（新潟縣新潟市北區）
- 小倉競馬場（福岡縣北九州市小倉南區）
- WINS（場外投注所，在日本全國各地設立）

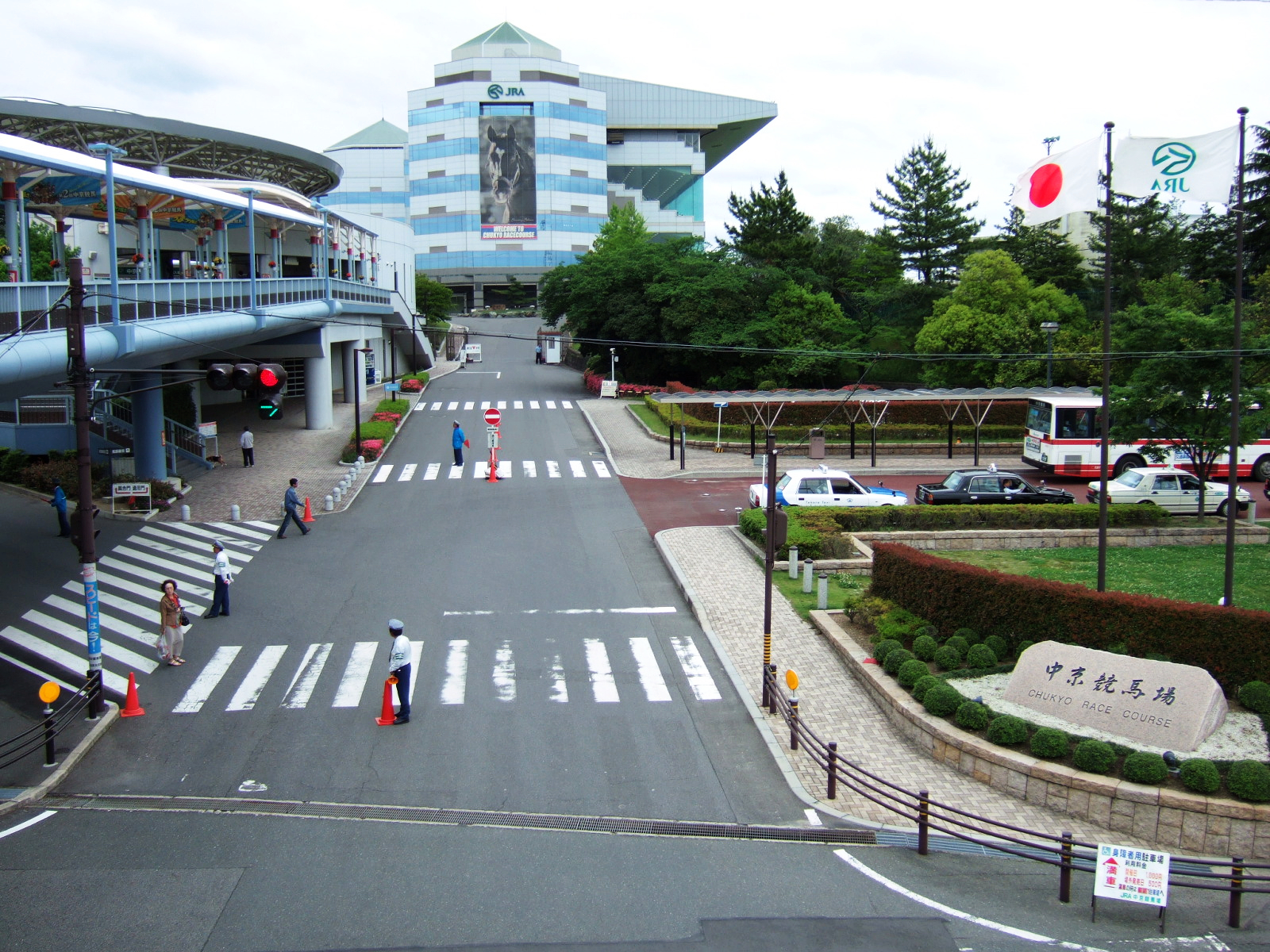
中京競馬場

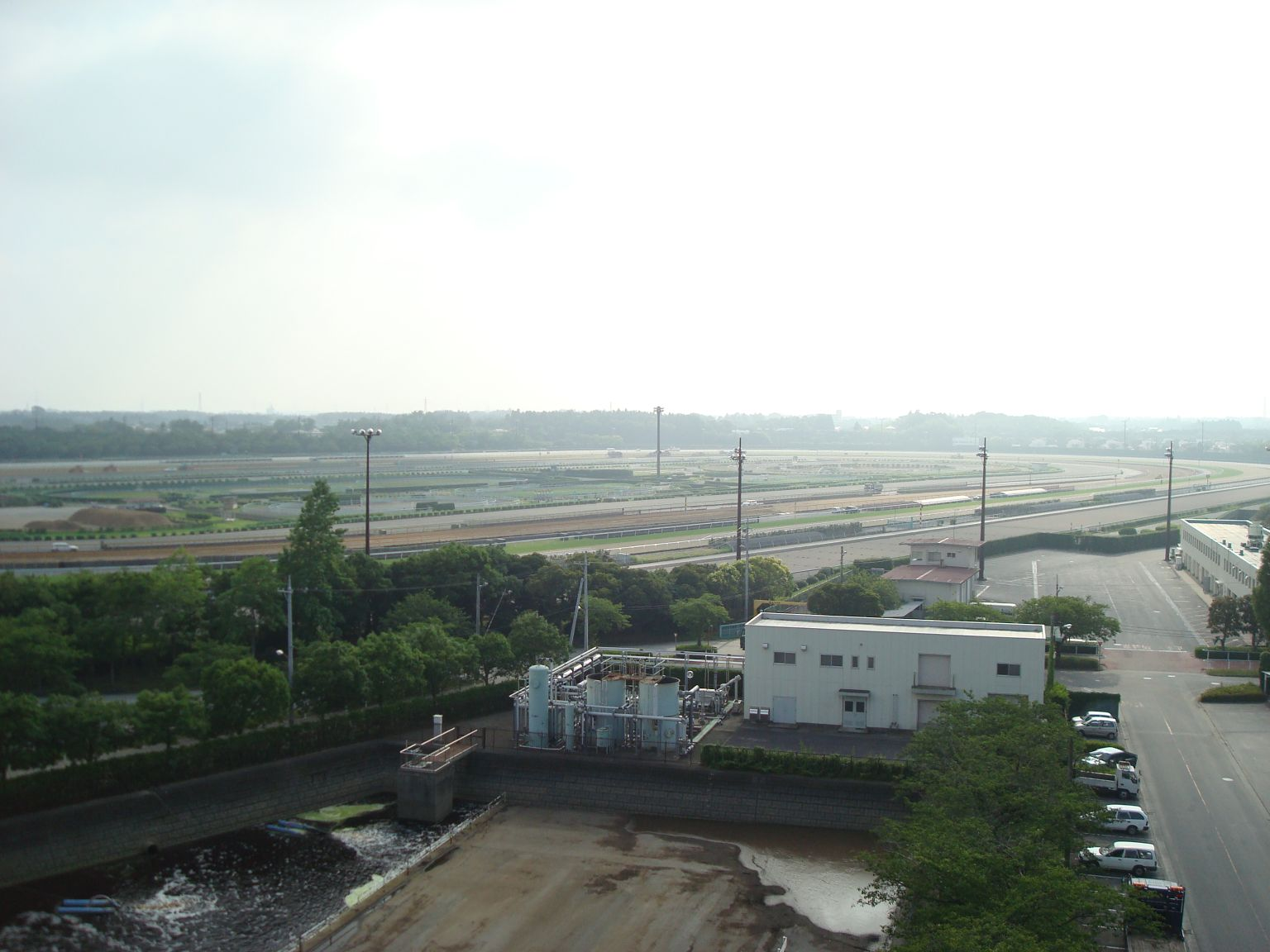
美浦練馬中心

- 美浦練馬中心（茨城縣稻敷郡美浦村） - 以關東為根據地的練馬師的訓練設施。
- 栗東練馬中心（滋賀縣栗東市） - 以關西為根據地的練馬師的訓練設施。
- 競馬學校（千葉縣白井市） - 培訓賽馬界人才，包括騎師及馬房助理等。
- 競馬綜合研究所 - 對馬匹疾病預防、飼料以及馬場進行研究。
- 馬事公苑（東京都世田谷區） - 進行馬術及其他推廣活動。
- 競馬博物館（東京都府中市） - 記載日本賽馬的珍貴資料。
- 日高育成牧場 - 北海道由日本中央競馬會擁有牧場。
- 宮崎育成牧場 - 前身為宮崎競馬場，現為馬匹牧場。
- Gate J（新橋 (東京都港區)、大阪府大阪市中央區）- 推廣賽馬組織。

## 舉行規則
逢星期六及星期日每個馬場在正常情況下舉行十二場比賽（如果星期五或星期一有假期的話，則可能安排三天賽事），每個馬場有2-5次的舉行比賽次數，每次總共有8個賽馬日，一年總共舉行36次比賽，最多舉行288日賽馬日。
以下是2008年的舉行賽程：
| 月份  | 關東  | 關西  | 其他  |
| ----- | ----- | ----- | ----- |
| 1月   | 中山1 | 京都1 |       |
| 1月   | 中山1 | 京都1 | 小倉1 |
| 1月   | 東京1 | 京都2 |       |
| 2月   | 東京1 | 京都2 |       |
|       | 東京1 | 京都2 |       |
| 中山2 | 阪神1 |       |       |
| 中山2 | 阪神1 | 3月   | 中京1 |
| 中山3 | 阪神2 | 3月   | 中京1 |
| 中山3 | 阪神2 | 4月   | 福島1 |
| 東京2 | 京都3 | 4月   | 福島1 |
| 東京2 | 京都3 | 5月   | 新潟1 |
| 東京3 | 中京2 | 5月   | 新潟1 |
| 東京3 | 中京2 | 6月   |       |
| 福島2 | 阪神3 | 函館1 |       |
| 福島2 | 阪神3 | 函館1 | 7月   |
| 新潟2 | 小倉2 | 函館2 |       |
| 新潟2 | 小倉2 | 函館2 | 8月   |
| 新潟3 | 小倉3 | 札幌1 |       |
| 新潟3 | 小倉3 | 札幌1 | 9月   |
| 中山4 | 阪神4 | 札幌2 |       |
| 中山4 | 阪神4 | 札幌2 | 10月  |
| 東京4 | 京都4 |       |       |
| 東京4 | 京都4 | 福島3 |       |
| 11月  | 東京5 | 京都5 |       |
| 11月  | 東京5 | 京都5 |       |
| 12月  | 中山5 | 阪神5 | 中京3 |

## 主要賽事
以下是日本中央競馬會主辦的主要賽事，只列出一級賽比賽，關於其他主要比賽，請參看相關馬場條目。
| 舉行月份   | 馬場 | 賽事名稱         | 分級 | 距離       | 出賽限制      | 備註                               |
| ---------- | ---- | ---------------- | ---- | ---------- | ------------- | ---------------------------------- |
| 2月        | 東京 | 二月錦標         | GI   | 泥地1600米 | 4歲或以上     |                                    |
| 3月        | 中京 | 高松宮紀念賽     | GI   | 草地1200米 | 4歲或以上     | 2011年至2018年是世界短途挑戰賽分站 |
| 3月或4月   | 阪神 | 大阪盃           | GI   | 草地2000米 | 4歲或以上     |                                    |
| 4月        | 阪神 | 櫻花賞           | GI   | 草地1600米 | 3歲雌馬       | 日本一千堅尼 雌馬三冠大賽          |
| 4月        | 中山 | 中山跳欄大賽     | J·GI | 4250米     | 4歲或以上     | 國際賽                             |
| 4月        | 中山 | 皐月賞           | GI   | 草地2000米 | 3歲雄馬及雌馬 | 日本二千堅尼 三冠大賽              |
| 4月或5月   | 京都 | 春季天皇賞       | GI   | 草地3200米 | 4歲或以上     |                                    |
| 5月        | 東京 | NHK一哩賽        | GI   | 草地1600米 | 3歲雄馬及雌馬 |                                    |
| 5月        | 東京 | 維多利亞一哩賽   | GI   | 草地1600米 | 4歲或以上雌馬 |                                    |
| 5月        | 東京 | 優駿牝馬         | GI   | 草地2400米 | 3歲雌馬       | 日本橡樹大賽 雌馬三冠大賽          |
| 5月或6月   | 東京 | 東京優駿         | GI   | 草地2400米 | 3歲雄馬及雌馬 | 日本打吡大賽 三冠大賽              |
| 6月        | 東京 | 安田紀念賽       | GI   | 草地1600米 | 3歲或以上     | 2005年至2011年是亞洲一哩挑戰賽終站 |
| 6月        | 阪神 | 寶塚紀念賽       | GI   | 草地2200米 | 3歲或以上     |                                    |
| 9月或10月  | 中山 | 短途馬錦標       | GI   | 草地1200米 | 3歲或以上     | 2005年至2018年是世界短途挑戰賽分站 |
| 10月       | 京都 | 秋華賞           | GI   | 草地2000米 | 3歲雌馬       | 雌馬三冠大賽                       |
| 10月       | 京都 | 菊花賞           | GI   | 草地3000米 | 3歲雄馬及雌馬 | 日本聖烈治錦標 三冠大賽            |
| 10月或11月 | 東京 | 秋季天皇賞       | GI   | 草地2000米 | 3歲或以上     |                                    |
| 11月       | 京都 |                  | GI   | 草地2200米 | 3歲或以上雌馬 | 日本秋季國際賽事                   |
| 11月       | 京都 | 一哩冠軍賽       | GI   | 草地1600米 | 3歲或以上     | 日本秋季國際賽事                   |
| 11月       | 東京 | 日本盃           | GI   | 草地2400米 | 3歲或以上     | 日本秋季國際賽事兼國際邀請賽       |
| 12月       | 中京 | 日本冠軍盃       | GI   | 泥地1800米 | 3歲或以上     | 日本秋季國際賽事兼國際邀請賽       |
| 12月       | 阪神 | 阪神兩歲牝馬錦標 | GI   | 草地1600米 | 2歲雌馬       |                                    |
| 12月       | 阪神 | 朝日盃未來錦標   | GI   | 草地1600米 | 2歲雄馬及雌馬 |                                    |
| 12月       | 中山 | 中山障礙大賽     | J·GI | 4100米     | 3歲或以上     | 國際賽                             |
| 12月       | 中山 | 有馬紀念賽       | GI   | 草地2500米 | 3歲或以上     |                                    |
| 12月       | 中山 | 希望錦標         | GI   | 草地2000米 | 2歲雄馬及雌馬 |                                    |

## 其他企業
- JRA系統支援 - 支援賽事的軟硬件。
- 日本馬匹輸送自動車 - 負責輸送馬匹。
- JRA公眾出版 - 出版貨品以及官方賽馬雜誌《優駿》

## 外部連結
- JRA日本中央競馬会 （页面存档备份，存于）